# Jože Kovač
Jože Kovač, slovenski hokejist, * 23. september 1961, Ljubljana.
Kovač je bil dolgoletni član kluba Olimpija Hertz Ljubljana. Za jugoslovansko reprezentanco je nastopil na Olimpijskih igrah 1984 v Sarajevu in na Svetovnem prvenstvu 1987.

## Pregled kariere
Odebeljeno - reprezentančni nastopi, glej tudi Statistika pri hokeju na ledu.
| Moštvo                   | Liga                 | Sezona |    | Redni del | Redni del | Redni del | Redni del | Redni del | Redni del |   | Končnica | Končnica | Končnica | Končnica | Končnica | Končnica |
| ------------------------ | -------------------- | ------ | -- | --------- | --------- | --------- | --------- | --------- | --------- | - | -------- | -------- | -------- | -------- | -------- | -------- |
| Moštvo                   | Liga                 | Sezona | OT | G         | P         | T         | +/-       | KM        | OT        | G | P        | T        | +/-      | KM       |          |          |
| Jugoslavija              | Olimpijske igre      | 84     |    |           |           |           |           |           |           |   |          |          |          |          |          |          |
| Jugoslavija              | Svetovno prvenstvo C | 87     |    |           |           |           |           |           |           |   |          |          |          |          |          |          |
| Olimpija Hertz Ljubljana | Jugoslovanska liga   | 89/90  |    |           |           |           |           |           |           |   |          |          |          |          |          |          |
| Skupaj                   |                      |        |    |           |           |           |           |           |           |   |          |          |          |          |          |          |